# Ladislav Gábriš
Ladislav Gábriš (* 18. březen 1981) je slovenský hokejový útočník hrající na pozici obránce. Je odchovancem klubu Dukla Trenčín.

## Klubový hokej
Ladislav Gábriš začínal s hokejem v klubu Dukla Trenčín. V seniorské kategorii nastoupil poprvé v sezoně 1998/99 jako hráč klubu HK VTJ Piešťany v 1. hokejové lize. Další sezónu ještě odehrál v juniorském extralize za klub Dukla Trenčín, od sezony 2000/01 se stal členem A mužstva v extralize. Během sezóny nastoupil na 49 setkání v základní části a na dalších 12 v play-off. V sezoně hrál iv 20 utkáních za juniorský tým a nastoupil i na Mistrovství světa do 20 let, které se konaly v Rusku.
V ročníku 2001/02 byl hráčem HK Spartak Dubnica nad Váhom. Za tento klub hrával v 1. hokejové lize ČR a také za něj nastoupil i ve třech setkáních v interlize, což byla mezinárodní soutěž, kterou v té sezóně klub hrával.
Od nové sezóny se stal opět hráčem Dukly Trenčín, ale jen na jednu sezónu.
Další dvě sezóny odehrál v extralize za dva různé kluby. První za MHC Martin a následující za HKM Nitra. Z Nitry se vrátil opět do Dukly Trenčín.
Před sezónou 2006/07 podepsal poprvé smlouvu se zahraničním klubem, konkrétně s Dijon HC Les Ducs, hrajícím Ligue Magnus což je nejvyšší francouzská soutěž. Po jedné sezóně v zahraničí se vrátil na Slovensko a podepsal kontrakt s nováčkem Vsaď MHK SkiPark Kežmarok.
V 2008/09 se vrátil do Dukly Trenčín, kde odehrál dvě sezóny.
Ročník 2010/11 začal ve VHL v klubu Křídla Sovětů Moskva, ale už po jednom zápase se vrátil do české Extraligy HC Nitra.
V nové sezóně se opět vrátil do Dukly Trenčín.
Sezónu 2012/13 začal v HK 36 Skalica, ale dohrál ji v klubu Nové Zámky Ice Tigers.
Před sezónou 2013/14 podepsal smlouvu s klubem Unia Oswiecim v polské nejvyšší soutěži.

## Statistiky - Základní část
| Sezóna  | Soutěž               | Klub                         | Setkání | Góly | Asistence | Body |
| ------- | -------------------- | ---------------------------- | ------- | ---- | --------- | ---- |
| 1998/99 | 1. hokejová liga ČR  | HK VTJ Piešťany              | 1       | 0    | 0         | 0    |
| 2000/01 | Extraliga ČR         | Dukla Trenčín                | 49      | 2    | 3         | 5    |
| 2001/02 | 1. hokejová liga ČR  | HK Spartak Dubnica nad Váhom | ?       | ?    | ?         | ?    |
| 2001/02 | Interliga            | HK Spartak Dubnica nad Váhom | 3       | 1    | 1         | 2    |
| 2002/03 | Extraliga ČR         | Dukla Trenčín                | 50      | 0    | 2         | 2    |
| 2003/04 | Extraliga ČR         | MHC Martin                   | 53      | 5    | 5         | 10   |
| 2004/05 | Extraliga ČR         | HKM Nitra                    | 53      | 0    | 3         | 3    |
| 2005/06 | Extraliga ČR         | Dukla Trenčín                | 36      | 2    | 3         | 5    |
| 2005/06 | 1. hokejová liga ČR  | HK 95 Považská Bystrica      | 15      | 2    | 5         | 7    |
| 2006/07 | Ligue Magnus FR      | Dijon HC Les Ducs            | 17      | 1    | 3         | 4    |
| 2007/08 | Extraliga ČR         | MHK SkiPark Kežmarok         | 50      | 2    | 13        | 15   |
| 2008/09 | Extraliga ČR         | Dukla Trenčín                | 55      | 10   | 15        | 25   |
| 2009/10 | Extraliga ČR         | Dukla Trenčín                | 36      | 0    | 6         | 6    |
| 2010/11 | VHL                  | křídla Sovětů Moskva         | 1       | 0    | 0         | 0    |
| 2010/11 | Extraliga ČR         | HC Nitra                     | 50      | 4    | 10        | 14   |
| 2011/12 | Extraliga ČR         | Dukla Trenčín                | 54      | 1    | 15        | 16   |
| 2012/13 | Extraliga ČR         | HK 36 Skalica                | 13      | 1    | 2         | 3    |
| 2012/13 | MOL Liga             | Nové Zámky Ice Tigers        | 13      | 2    | 2         | 4    |
| 2013/14 | Polska Liga Hokejowa | Unia Oswiecim                | 37      | 2    | 12        | 14   |

## Statistiky - Play off
| Sezóna  | Soutěž               | Klub                    | Setkání | Góly | Asistence | Body |
| ------- | -------------------- | ----------------------- | ------- | ---- | --------- | ---- |
| 2000/01 | Extraliga ČR         | Dukla Trenčín           | 12      | 1    | 0         | 1    |
| 2002/03 | Extraliga ČR         | Dukla Trenčín           | 10      | 0    | 0         | 0    |
| 2004/05 | Extraliga ČR         | HKM Nitra               | 5       | 0    | 0         | 0    |
| 2005/06 | 1. hokejová liga ČR  | HK 95 Považská Bystrica | 9       | 4    | 4         | 8    |
| 2006/07 | Ligue Magnus FR      | Dijon HC Les Ducs       | 7       | 0    | 1         | 1    |
| 2008/09 | Extraliga ČR         | Dukla Trenčín           | 2       | 0    | 0         | 0    |
| 2010/11 | Extraliga ČR         | HC Nitra                | 5       | 1    | 3         | 4    |
| 2011/12 | Extraliga ČR         | Dukla Trenčín           | 10      | 0    | 3         | 3    |
| 2012/13 | MOL Liga             | Nové Zámky Ice Tigers   | 3       | 0    | 0         | 0    |
| 2013/14 | Polska Liga Hokejowa | Unia Oswiecim           | 14      | 0    | 3         | 3    |

## Reprezentační kariéra
| Sezóna  | Tým          | Turnaj                    | Setkání | Góly | Asistence | Body |
| ------- | ------------ | ------------------------- | ------- | ---- | --------- | ---- |
| 2000/01 | Slovensko 20 | Mistrovství světa juniorů | 7       | 0    | 1         | 1    |